# Оперативна група російських військ у Придністров'ї
Оперативна група російських військ у Придністровському регіоні Республіки Молдова (скор. ОГРВ ПРРМ) — об'єднання Збройних сил Російської Федерації, дислоковане на території невизнаної Придністровської Молдавської Республіки (де-юре — частина території Республіки Молдова), що існує з 1995 року.
Штаб-квартира ОГРВ ПРРМ знаходиться в місті Тирасполі. Група є спадкоємицею 14-ї гвардійської загальновійськової армії Збройних сил СРСР та Збройних сил РФ.

## Історія

### Створення
У квітні 1995 року Генеральний штаб Збройних сил Російської Федерації видає директиву (Директива Міністра Оборони Російської Федерації від 18 квітня 1995 р. № 314/2/0296), в якій 14-та гвардійська загальновійськова армія перейменовується в Оперативну групу російських військ у Придністровському регіоні Республіки Молдова, розформовується управління 14-го гв. ОА, а посада командувача армії ліквідовується. Станом на 1 липня 1995 року до складу групи входили 52 з'єднання, військових частин та установ.
Штатна чисельність становила — 6 489 осіб, у тому числі:
- офіцерів — 1362;
- прапорщиків — 854;
- сержантів, солдатів — 4272.

Відповідно до цієї директиви управління армії скорочувалося вдвічі, всі посади в новому штаті знижувалися на три — чотири розряди, а відповідно і посадові оклади знижувалися відповідно до цих розрядів.

### Роззброєння та скорочення ОГРВ ПРРМ
В результаті проведених у 1995 році організаційних заходів штатна чисельність ОГРВ ПРРМ скоротилася на 1044 посади військовослужбовців, у тому числі:
- офіцерів — 163;
- прапорщиків — 187;
- сержантів, солдатів — 694;

і становила 5 445 посад військовослужбовців, зокрема офіцерів — 1200, прапорщиків — 667, сержантів, солдатів — 3578. Організаційні заходи, що проводяться в 1995 році, були спрямовані на кількісне скорочення військових частин і установ і скорочення органів управління без уч.
Надалі за результатами проведених 1996 року організаційних заходів штатна чисельність скоротилася на 353 посади військовослужбовців, зокрема:
- офіцерів — 89;
- прапорщиків — 58;
- сержантів, солдатів — 206;

і склала 5092 посад військовослужбовців, у тому числі офіцерів — 1111, прапорщиків — 609, сержантів, солдатів — 3372.
За 1997 рік штатна чисельність було скорочено на 2082 посади військовослужбовців, у тому числі:
- офіцерів — 470;
- прапорщиків — 216;
- сержантів, солдатів — 1396;

і становила 3010 посад, у тому числі: офіцерів — 641, прапорщиків — 393, сержантів, солдатів — 1 976.
У 1998 році були проведені організаційні заходи щодо подальшої «оптимізації» організаційно-штатних структур, передислокації військових частин та установ у великі військові містечка Тираспольського гарнізону з метою економії коштів на оплату комунальних послуг.
Відповідно до рішення Стамбульської наради ОБСЄ (1999), Росія зобов'язалася вивести зброю і весь особовий склад з території ПМР ще до 2001 . Станом на 2000 рік, обсяги озброєнь та боєприпасів, що належать Росії, у придністровському регіоні Молдови становили близько 42 000 тонн. З 2000 по 2004 рік звідси було вивезено або знищено на місці близько 50 % озброєнь, військової техніки та боєприпасів. На складі за різними оцінками знаходяться[коли?] від 19000 до 21500 тонн боєприпасів: снаряди, авіабомби, міни, гранати, патрони . З них 57 % прострочені для використання та транспортування. Все озброєння та військова техніка вивезені або знищені .
У складі ОГРВ ПРРМ у Придністров'ї залишаються[коли?] два окремі мотострілецькі батальйони (виконують миротворчі завдання), батальйон охорони та обслуговування. 82-й та 113-й мотострілкові батальйони по черзі виконують миротворчу місію на Дністрі, через рік змінюючи один одного. Загальна чисельність ОГРВ ПРРМ, включаючи миротворчі сили — близько 1700 військовослужбовців.
Російське угруповання в Придністров'ї не має ударної спрямованості, не має засобів забезпечення ПРО або ППО, засобів ядерного стримування, немає випробувальних полігонів, радарів, вузлів зв'язку, артилерії, авіації, танків, пов'язаних з російською армією. ОГРВ ПРРМ виконує, власне, символічну функцію, позначаючи російське військову присутність. Комплектування відбувається, головним чином, у за рахунок місцевих жителів .

### Ставлення влади Молдови
Влада Молдови неодноразово вимагала виведення групи військ з території ПМР, а парламент Молдови вважає її перебування однією з основних загроз національній безпеці країни.
У червні 2018 року Генеральна Асамблея ООН ухвалила резолюцію, яка закликає Росію вивести свої війська з Придністров'я. МЗС Росії назвало резолюцію «пропагандистським ходом» і заявило, що не збираються її виконувати.
Категорично проти виведення російських військ виступав колишній Президент Молдови Ігор Додон. Усі гілки влади Молдови вимагають[коли?] негайного виведення російських військ, що знаходяться на території країни.

## Основні завдання Оперативної групи російських військ у Придністров'ї
1. Підготовка військовослужбовців до участі та виконання миротворчої операції.
2. Забезпечення безпеки озброєння, боєприпасів та матеріальних засобів.
3. Дії за рішенням Генерального штабу Збройних сил РФ за зміни ситуації у регіоні[16] .

## Бойовий склад

### Склад ОГРВ ПРРМ станом на 1995 рік
- Управління групи — в/ч 13962 (м. Тирасполь).
- 59-а гвардійська мотострілецька Краматорська Червонопрапорна, орденів Суворова та Богдана Хмельницького дивізія — в/ч 35770 (м. Тирасполь).
- 15-й окремий гвардійський ордена Червоної Зірки полк зв'язку — в/ч 33104 (м. Тирасполь).
- 976-й окремий батальйон РЕБ — в/ч 51962 (Слободійський район, с. Паркани).
- 223-й окремий ремонтно-відновлювальний батальйон — в/ч 55492 (м. Тирасполь).
- 58-й окремий радіотехнічний батальйон ППО — в/ч 17599 (м. Тирасполь).
- 130-й окремий батальйон РХБ захисту — в/ч 29850 (м. Бендери).
- 425-й окремий інженерно-саперний батальйон.
- 97-й окремий понтонно-мостовий батальйон.
- 36-а окрема вертолітна ескадрилья — в/ч 03514 (аеродром Тирасполь).
- 818-а окрема рота спеціального призначення — в/ч 35792 (аеродром Тирасполь).
- 143-а окрема рота аеродромно-технічного обслуговування — в/ч 12384 (аеродром Тирасполь).
- 1464-а окрема рота зв'язку та радіотехнічного забезпечення — в/ч 45127 (аеродром Тирасполь).
- 395-а окрема рота охорони та обслуговування (м. Тирасполь).
- Н-ський стаціонарний вузол зв'язку «Викройка» (м. Тирасполь).
- 504 станція фельд'єгерського поштового зв'язку — в/ч 62417 (м. Тирасполь).
- Кадр управління 93-ї бригади матеріально-технічного забезпечення — в/ч 12014 (м. Тирасполь).
- 1387-й командно-розвідувальний центр — в/ч 62543 (м. Тирасполь).
- 865-й командний пункт ППО — в/год 13962-М (м. Тирасполь).
- 114-те метеобюро — в/ч 92462 (аеродром Тирасполь).
- 799-а військова команда протипожежного захисту та рятувальних робіт (Рибницький район, с. Ковбасна).
- Тираспольська квартирно-експлуатаційна частина району (м. Тирасполь).
- Гарнізонний офіцерський клуб (м. Тирасполь).
- Інші підрозділи частини та установи.

Штатна чисельність становила — 6 489 військовослужбовців

### Склад ОГРВ ПРРМ станом на 2002[17]
- Штаб ОГРВ ПРРМ
- 8-а окрема гвардійська мотострілецька бригада
- 1162-й зенітно-ракетний полк
- 15-й окремий полк зв'язку
- авіагрупа

### Склад ОГРВ ПРРМ станом на 2015 рік
- Управління ОГРВ ПРРМ — в/ч 13962. Адреса: MD-3300, Республіка Молдова, м. Тирасполь-17, пров. Чкалова, 45.
- 82-й окремий гвардійський мотострілковий батальйон — в/ч 74273. Адреса: MD-3300, Республіка Молдова, м. Тирасполь, вул. К. Лібкнехта, 159.
  - управління батальйону;
  - чотири мотострілкові роти;
  - взвод керування;
  - гранатометний взвод;
  - взвод технічного забезпечення;
  - взвод матеріального забезпечення;
  - медичний взвод.
- 113-й окремий гвардійський мотострілковий батальйон — в/ч 22137. Адреса: MD-3300, Республіка Молдова, м. Тирасполь, вул. К. Лібкнехта, 159.
  - управління батальйону;
  - чотири мотострілкові роти;
  - взвод керування;
  - гранатометний взвод;
  - взвод технічного забезпечення;
  - взвод матеріального забезпечення;
  - медичний взвод.
- 540-й окремий батальйон керування (військова частина 09353). Адреса: MD-3300, Республіка Молдова, м. Тирасполь, вул. К. Лібкнехта, 159.
  - командування (командир батальйону, заступник командира батальйону (у військовий час), заступник командира батальйону з виховної роботи, психолог (службовець РА), заступник командира батальйону з озброєння, заступник командира батальйону з тилу) та штаб батальйону;
  - рота охорони, що організаційно складається з управління роти, 4-х взводів охорони, відділення охорони військової прокуратури та відділення охорони відділу військової контррозвідки ФСБ;
  - вузол зв'язку;
  - станція фельд'єгерського поштового зв'язку;
  - інженерно-саперний взвод;
  - відділ зберігання та утилізації озброєння та військової техніки;
  - рота технічного обслуговування;
  - рота матеріального забезпечення;
  - склад пального;
  - військовий оркестр;
  - полігон.

## Командування

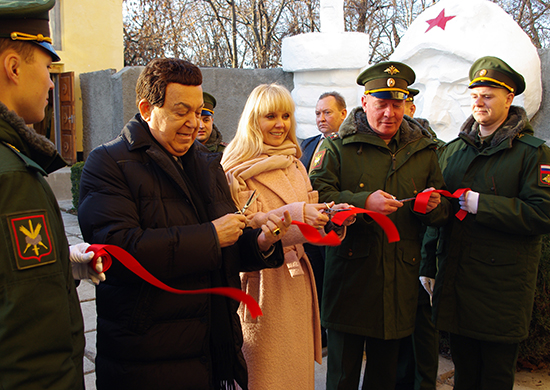
Йосип Кобзон, Валерія і полковник Дмитро Зеленков, листопад 2016 року

- Євневич Валерій Геннадійович, генерал-лейтенант (листопад 1995 — 16 січня 2002),
- Сергєєв Борис Миколайович, генерал-майор (16 січня 2002 — 11 вересня 2009),
- Сітчихін В'ячеслав Юрійович, полковник (з 11 вересня 2009—2010),
- Нирков Сергій Семенович, полковник (2010—2011),
- Плохотнюк Валерій Володимирович, полковник (1 грудня 2011 — 15 березня 2013),
- Горячов Сергій Володимирович, полковник (15 березня 2013 — 25 грудня 2014),
- Зеленков Дмитро Юрійович, полковник (25 грудня 2014 — дотепер).